# Легка онтологія Емі Томассон
Легка онтологія Емі Томассон — це неокарнапівська метаонтологічна теорія, розроблена Емі Томассон, яка зосереджується на дефляціонізації онтологічних питань. В основі цієї теорії лежить положення, що більшість онтологічних запитань, якщо вони коректно сформульовані, можуть бути вирішені без складних метафізичних дебатів, використовуючи лише концептуальну компетентність і базові емпіричні дослідження.

## Основні положення

### Дефляційність метаонтології
Легка онтологія стверджує, що більшість онтологічних питань не є складними чи глибокими. Відповіді на них можна отримати через тривіальні аргументи, спираючись на концептуальні або емпіричні методи. Наприклад, питання існування столів вирішується шляхом аналізу терміна "стіл" і умов його застосування.

### Реалізм на онтологічному рівні
Томассон підтримує простий реалізм, згідно з яким спірні сутності, такі як абстрактні об'єкти (числа, пропозиції) та звичайні предмети (столи, стільці), справді існують. Вона наголошує, що ці сутності існують в одному і тому ж базовому сенсі, не вимагаючи складних аргументів.

### Роль мови та умов застосування
Центральним елементом легкої онтології є поняття умов застосування термінів. Умови застосування визначають, як і коли певний термін може бути використаний, що дозволяє формулювати онтологічні висновки без глибоких метафізичних аргументів.

## Методологія
Легка онтологія спирається на аналіз звичайної мовної практики, зокрема, як використовуються сорти термінів. Наприклад, якщо певний термін ("м'яч") має чітко визначені умови застосування, його існування підтверджується, коли ці умови виконані.
Томассон вважає свою теорію продовженням і переосмисленням метаонтології Рудольфа Карнапа, але без його асоціації з верифікаціонізмом чи антиреалізмом. Вона також критикує куайновський підхід, який часто акцентує увагу на наукових теоріях, і натомість пропонує інтеграцію звичайних емпіричних дослідженнь і концептуальної компетентності.

## Критика
Хоча легка онтологія має свої переваги, такі як узгодженість із повсякденними уявленнями та простота у вирішенні багатьох спірних питань, вона залишається позицією меншості у сучасній метафізиці. Її критикують за можливе змішання мови та реальності та недостатню глибину при розгляді фундаментальних онтологічних проблем.